# Brindis (tauromàquia)

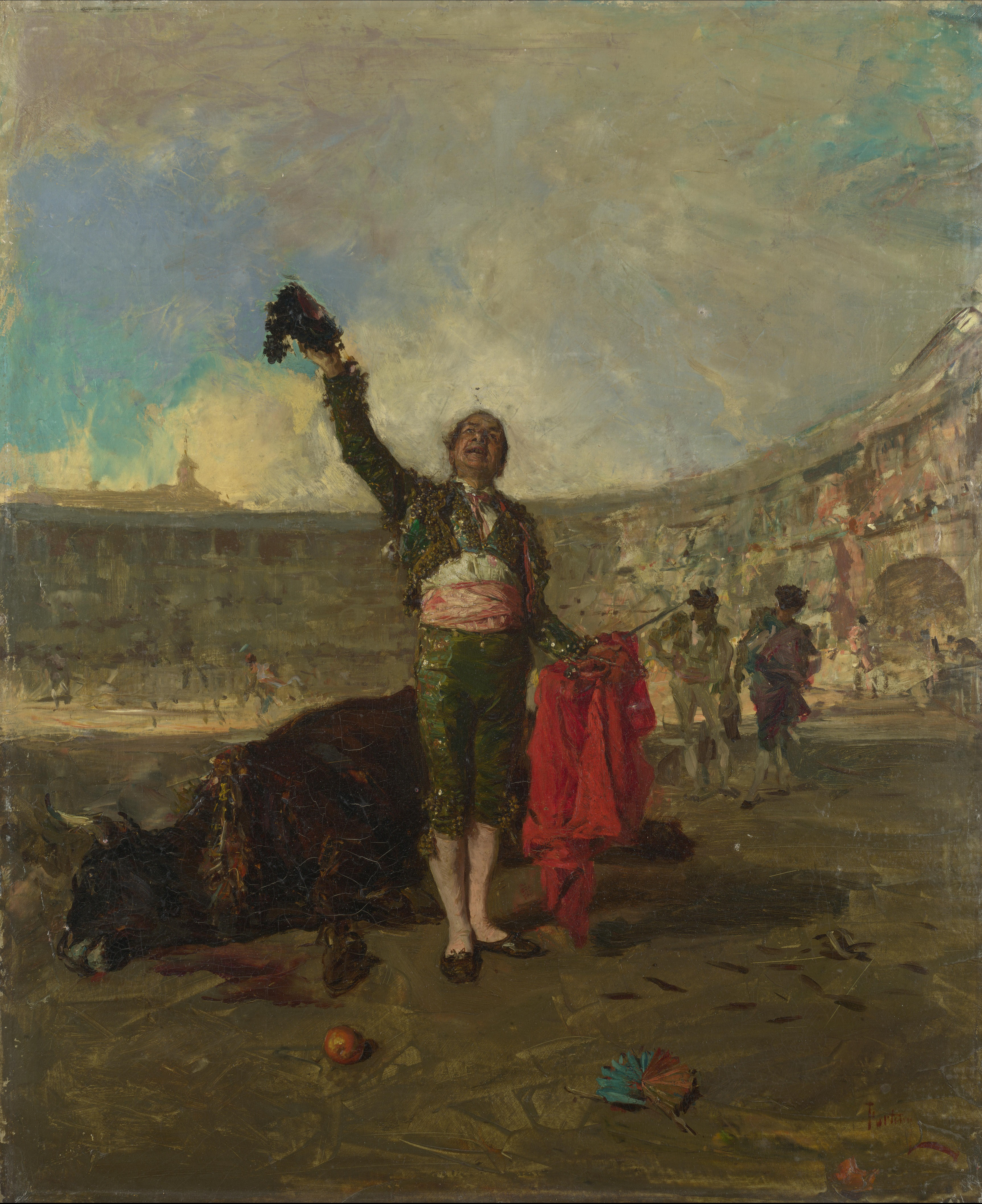
Brindis de l'espasa, de Marià Fortuny i Marsal (1868-1869)

Al món taurí, el brindis és un gest de dedicació pel qual el matador ofereix la mort del toro al públic, a una persona, a un grup, a una entitat o a una persona morta.

## Etimologia
En castellà significa «brindis» en el sentit de «brindar a algú».

## Presentació
El matador pot fer un «brindis», dedicar la seva lídia a una persona que desitja honrar. El torero avança cap a aquesta persona, arriba a la barrera, fa un discurs més o menys llarg i més o menys convingut, després li lliura el seu barret, la montera. La persona honorada li tornarà al final de la baralla.
De vegades, el matador fa el brindis «al públic». Es dirigeix cap al centre de la plaça, després fa un gir complet cap a si mateix, agafant la seva montera amb la mà. Llavors la llença per sobre de l'espatlla, mirant al toro. En la superstició i els costums del món taurí, si la montera cau dreta, és un bon senyal; si cau cap avall, llavors és una mala senyal. De vegades el matador la posa suaument a terra per assegurar-se que es quedi dreta.

## Galeria d'imatges

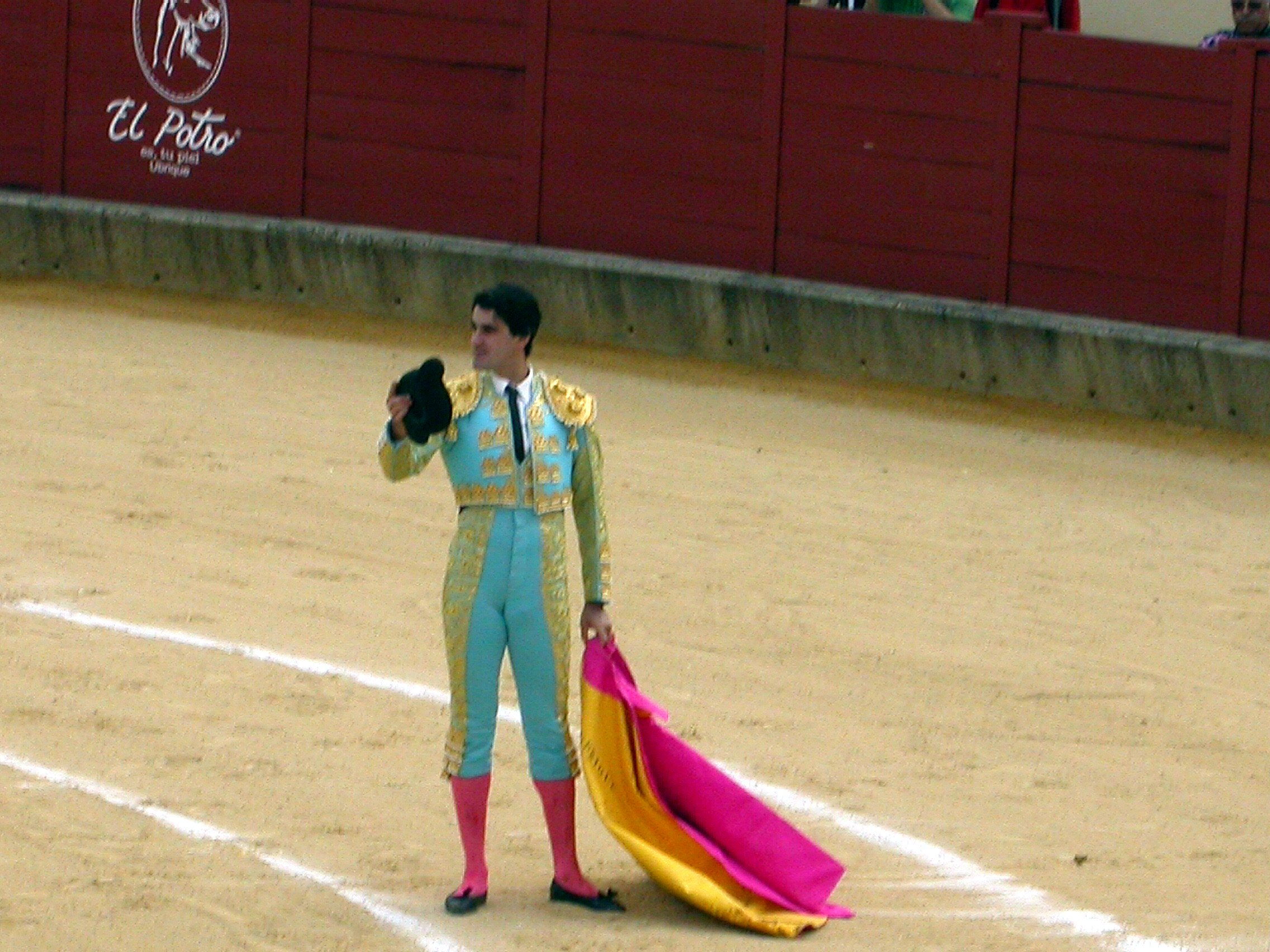
Brindis de Jesulín de Ubrique, 2007
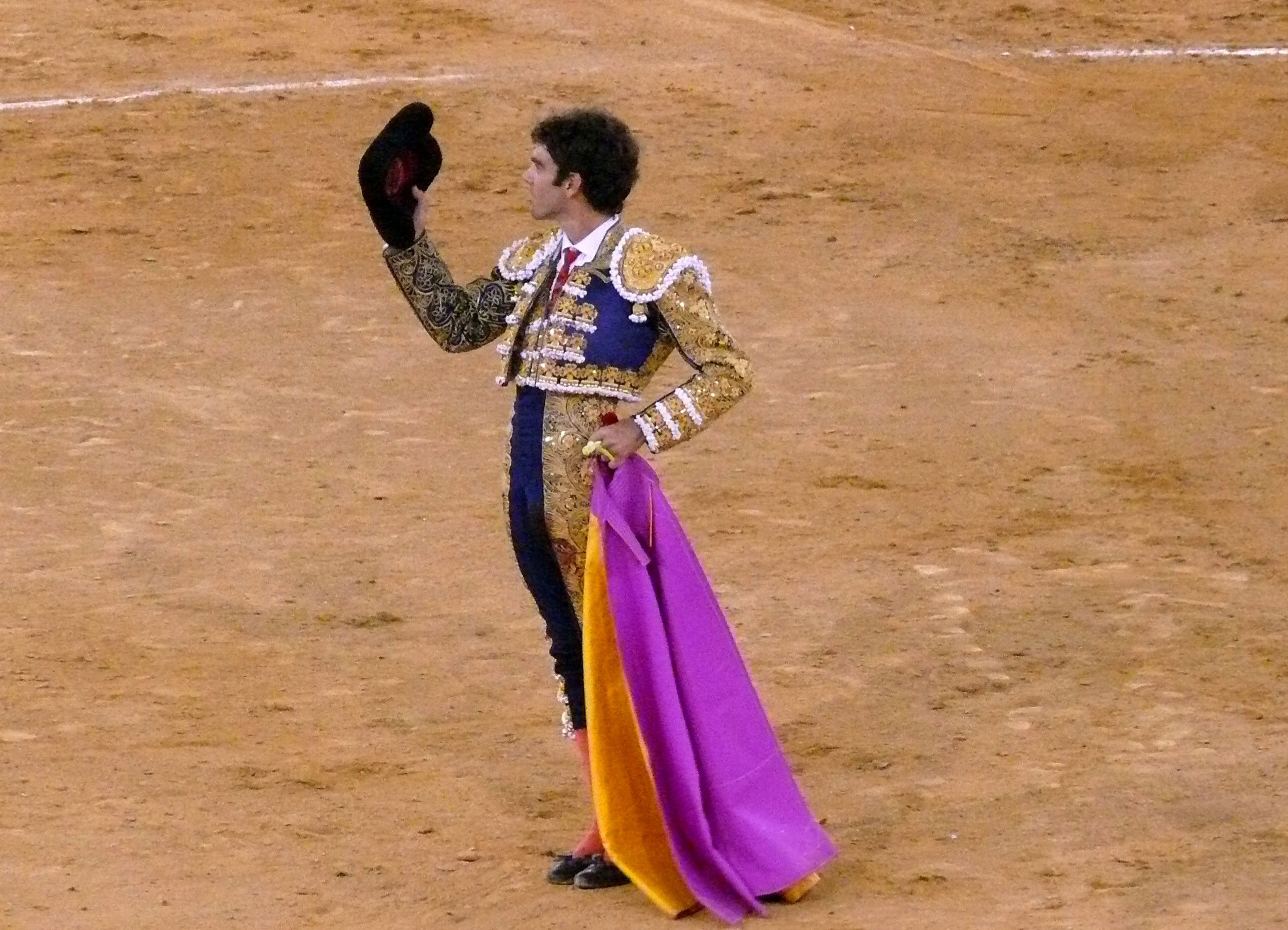
Brindis de José Tomás, 2008
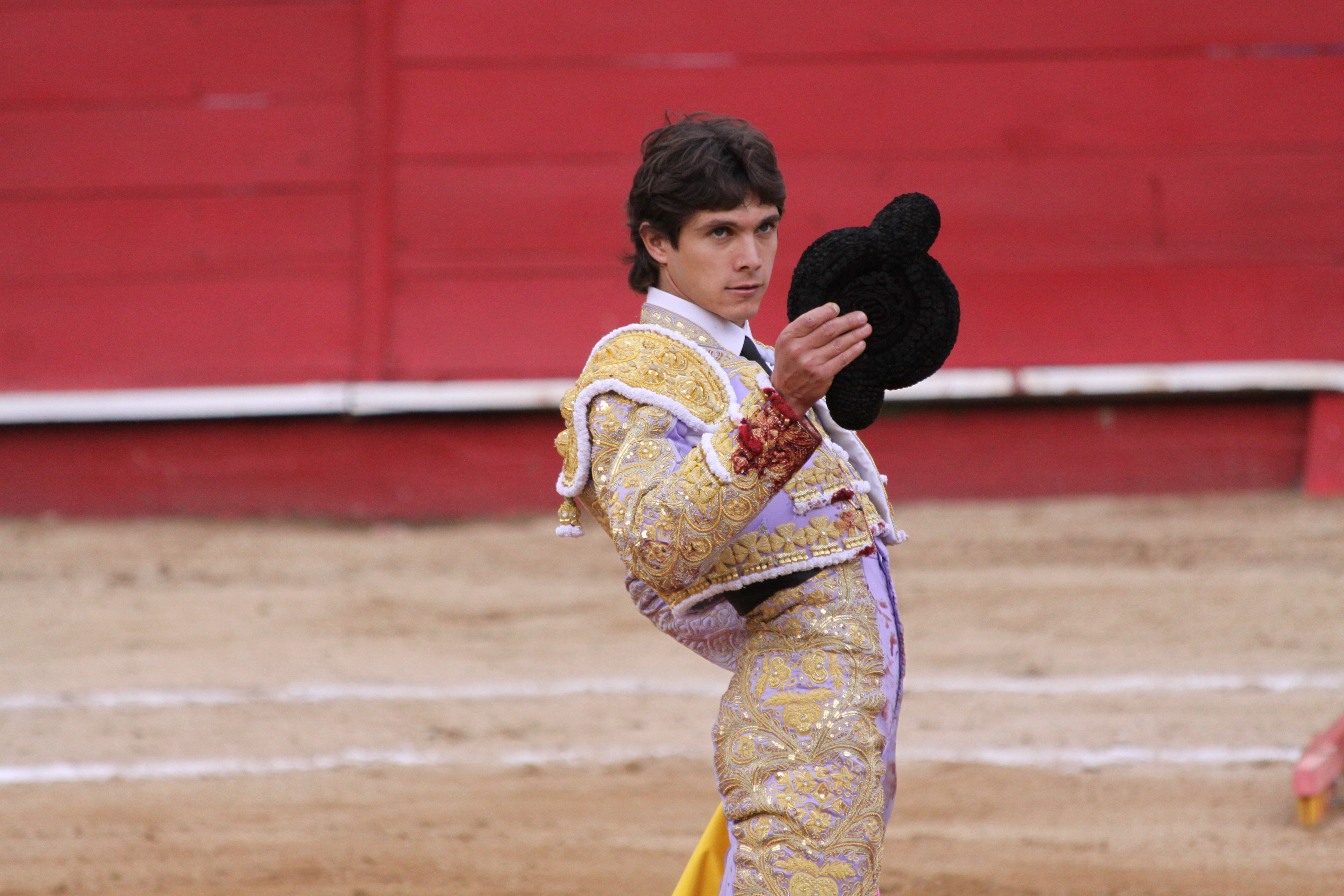
Brindis de Sébastien Castella, 2009